# كريس لي (لاعب كرة قدم)
كريس لي (بالإنجليزية: Chris Lee)‏ هو لاعب كرة قدم بريطاني، ولد في 18 يونيو 1971.